# لنسنن
لنسنن (به انگلیسی: Llansannan) یک روستا در بریتانیا است. لنسنن ۱٬۳۳۵ نفر جمعیت دارد.